# Рейхсмаріне
Рейхсмаріне, або Райхсмаріне (нім. Reichsmarine — військово-морські сили Рейху, "державний флот") — офіційна назва військово-морських сил Німеччини за часів Веймарської республіки та початку Третього Рейху, до їх перейменування на Крігсмаріне.
Після капітуляції Німеччини в Першій світовій війні (11 листопада 1918) відповідно до умов Версальського миру (16 квітня 1919) був створений Тимчасовий імперський ВМФ (нім. Vorlaufige Reichsmarine), шляхом перейменування існуючих імператорських ВМС. Згодом нетривалий період часу німецькі ВМС перебували під назвою ВМС Веймарської республіки й врешті були утворені Рейхсмаріне, як військово-морські сили Рейху. Під такою назвою ВМС Німеччини офіційно існували в період з 1 січня 1921 по 31 травня 1935 року і були складовою частиною Рейхсверу. Після перетворення останніх на Вермахт, вони були відповідно перейменовані з 1 червня 1935 на Крігсмаріне.

## Історія
До закінчення Першої світової війни німецький кайзерівський флот налічував у своєму складі 19 дредноутів, 5 лінійних крейсерів, 21 застарілий броненосець, 44 крейсери, 137 есмінців і 227 підводних човнів, займаючи друге місце у світовій ієрархії військово-морських сил усього миру.
28 червня 1919 був підписаний Версальський мирний договір, який дозволяв мати Німеччині лише 6 лінкорів додредноутного типу, 6 легких крейсерів і по 12 есмінців і міноносців, із сукупним тоннажем усіх бойових кораблів не більше 108 000 т (в 1920 було дозволено тримати в резерві ще 30 % від цього числа). Чисельність особового складу флоту обмежувалася 15 000 особами, з них не більше 1 500 офіцерів.
Нові кораблі дозволялося будувати тільки для заміни старих, причому термін служби (рахуючи з моменту спуску на воду) визначався в 20 років для лінкорів і крейсерів і в 15 років для есмінців і міноносців, а водотоннажність кораблів, призначених для заміни, не повинна була перевищувати 10 000 т для лінкорів, 6 000 т для крейсерів, 800 т для есмінців і 200 т для міноносців.
Відродження німецького флоту розпочалося із закладки в 1921 році легкого крейсера «Емден». За ним випустили дві серії міноносців типів 23 і 24, серія легких крейсерів типу «К», а в 1928 в Німеччині розпочали будівництво важких крейсерів типу «Дойчланд». Всі ці кораблі будувалися з дотриманням версальських норм.
Положення почало змінюватися з приходом до влади нацистів. 21 травня 1935 офіційна назва німецького військово-морського флоту змінене на Крігсмаріне; 7 листопада введений новий військово-морський прапор зі свастикою. Найважливіше значення мало підписання 18 червня 1935 англо-німецького морського договору, який фактично скасовував версальські обмеження і дозволяв Німеччини будувати флот, по сумарному тоннажу 35 % від британського. Одночасно Німеччина зобов'язувалася дотримувати умови Лондонського договору 1930, які визначали певні обмеження на водотоннажність окремо взятих кораблів.